# Arrietamendi
Arrietamendi es una entidad de población española del municipio de Azcoitia, perteneciente a la provincia de Guipúzcoa, en la comunidad autónoma del País Vasco.

## Historia
Hacia mediados del siglo XIX, el lugar era referido como una anteiglesia ya por entonces perteneciente a Azcoitia. Aparece descrito en el tercer volumen del Diccionario geográfico-estadístico-histórico de España y sus posesiones de Ultramar de Pascual Madoz con las siguientes palabras:

ARRIETAMENDI: anteig. en la prov. de Guipúzcoa (3 leg. de Tolosa), dióc. de Pamplona (11 1/2), aud. de Búrgos (40 1/2), c. g. de las Provincias Vascongadas, part. jud. de Azpeitia (1/2), y térm. municipal de Azcoitia (V.): sit. en 1 monte inmediato al de Izarriz; clima frio y sano: su igl. (San Emeterio y San Celedonio) es anejo de la parr. (Sta. Maria la Real). confina al N. con Azpeitia, al E. con el r. Urola, al S. con su matriz, y por O. con el monte y anteig. de Izarriz: su escaso térm. es medianamente fértil: los caminos locales y bien cuidados, y la correspondencia la recibe en Azcoitia: prod. maiz, trigo, mucha castaña, manzanas y otros frutos, y cria ganado vacuno, lanar y de cerda.
(Madoz, 1846, p. 117)

En 2022, tenía empadronados 229 habitantes.